# 相沢梨紗（でんぱ組.inc）のラジオ活動
『相沢梨紗（でんぱ組.inc）のラジオ活動』（あいざわりさ〈でんぱぐみいんく〉のラジオかつどう）は、2016年4月から2025年3月31日までFM-FUJIで放送されていたラジオ番組。通称『相沢梨紗のラジオ活動』。略称は『ラジ活』。

## 概要
『GIRLS♥GIRLS♥GIRLS』の番組群に属しており、パーソナリティーを務める相沢梨紗にとって初の冠番組である。レギュラー番組としては以前にも同局の20時台『=FULL BOOST=』枠の月曜日に『でんぱ組.incのビビッと☆でんぱジャックなう!』が生放送されていたが、2016年の3月に終了。その直後の4月からは新たに23時台前半『=RED ZONE=』枠で、同じく月曜日に『ラジ活』が放送を開始した。
番組では、相沢の近況やリスナーからの投稿を紹介してのトーク、音楽などが、主な内容となっている。
『ラジオ番組表2018年/秋号』の特集「第11回 読者が選ぶ好きなDJランキング」にて過去最高得票によりFM部門の1位を獲得した。

## コーナー
- メッセージテーマ
- ラジ活 相談室
- ふつおた（普通のお便り）
- ラジオネーム命名
- 復活の呪文[1]

## 出演者

### パーソナリティー
- 相沢梨紗（あいざわ りさ）[3] - でんぱ組.incのリーダー。愛称は「りさちー」など。ラジオには幼少期から親しんでおり「W.W.D」[† 1]の一節「ラジオだけが友達だった」でもお馴染み[1]。

### ゲスト
- ハナエ（2016年11月7日[† 2]）
- 桜野羽咲（2017年6月12日、19日、2018年3月19日、8月27日[† 2][4]）
- ピンキー！ノーラ＆ペトラ（2017年8月7日、14日）
- 夢眠ねむ（2017年12月25日、2018年1月1日、8日、8月13日[† 2]）
- 古川未鈴（2017年12月25日、2018年1月1日、8日、8月20日[† 2]）
- 星咲花那（2018年3月12日）
- 寺嶋由芙（2018年4月23日、30日）[5]
- RinRin Doll（2018年7月2日）
- 成瀬瑛美（2018年9月17日、24日・10月1日）
- ニァピン（2018年10月15日、22日）
- ARCANA PROJECT (2021年2月10日)

## テーマ曲
- オープニング「ダンス ダンス ダンス」(Off vocal) / でんぱ組.inc
- エンディング「あした地球がこなごなになっても」(Off vocal) / でんぱ組.inc

## イベント

### 公開収録
- 相沢梨紗 バースデーコンサート -Solution-
  - （2016年8月2日、東京・品川プリンスホテル クラブeX ホール）[6]
  - （2016年8月3日、兵庫・クラブ月世界）
- ヨコハマオトマツリ presents でんでんハロウィンナイト ～Trick yet Treat 2016～ in 横浜市開港記念会館 supported by クリアストーン（2016年10月31日、神奈川・横浜市開港記念会館）- 3日目[7]。
- RISA AIZAWA BIRTHDAY EVENT
  - MEMOTYPE -Quiet-（2017年8月11日、大阪・OBP円形ホール）
  - MEMOTYPE -Cheerful-（2017年8月13日、東京・第一生命ホール）[8]
- RISATAN 2018
  - Side:W（2018年8月3日、大阪・IMPホール）[9]
  - Side:E（2018年8月4日、東京・ニッショーホール）[10]